# Stanton Heck
Stanton Heck — né le 8 janvier 1877 à Wilmington (Delaware), mort le 16 décembre 1929 à Los Angeles (Californie) — est un acteur américain du cinéma muet.

## Filmographie partielle
- 1918 : He's in Again de Charley Chase
- 1919 : L'Express 330 (Easy to make Money) de Edwin Carewe
- 1922 : L'Audace et l'Habit (A Tailor-Made Man) de Joseph De Grasse
- 1922 : Le Train rouge (Hearts Aflame) de Reginald Barker
- 1925 : La Sorcière (The Mystic) de Tod Browning
- 1925 : L'Indomptable Diavolo (The Fighting Demon) de Arthur Rosson
- 1925 : Vieux Habits, Vieux Amis (Old Clothes) de Edward F. Cline
- 1926 : Driftin' Thru de Scott R. Dunlap
- 1927 : Le Voilier triomphant (The Yankee Clipper) de Rupert Julian
- 1927 : Le Roi des rois (The King of Kings) de Cecil B. DeMille